# Sam Palladio
Sam Christian Palladio Scott (Pembury, 21 novembre 1986) è un attore e musicista britannico.
È noto in particolare per avere interpretato il personaggio di Gunnar Scott nella serie televisiva musicale Nashville e per il ruolo del principe Edward Wyndham nella trilogia di film Nei panni di una principessa.

## Filmografia parziale

### Cinema
- 7 Lives, regia di Paul Wilkins (2011)
- Runner, Runner (Runner Runner), regia di Brad Furman (2013)
- Strange Magic, regia di Gary Rydstrom (2015) - voce
- Nei panni di una principessa (The Princess Switch), regia di Michael Rohl (2018)

### Televisione
- Little Crackers – serie TV, 1 episodio (2010)
- Doctors – serial TV, 1 puntata (2011)
- The Hour – serie TV, 2 episodi (2011)
- Cardinal Burns – serie TV, 1 episodio (2012)
- Walking and Talking – serie TV, 1 episodio (2012)
- Episodes – serie TV, 10 episodi (2012-2015)
- Nashville – serie TV, 122 episodi (2012-2018)
- Humans – serie TV, 7 episodi (2016-2018)
- Caterina la Grande (Catherine the Great), regia di Philip Martin – miniserie TV, puntata 2 (2019)
- Rebel – serie TV, 10 episodi (2021)
- La coppia della porta accanto (The Couple Next Door) – serie TV, 6 episodi (2025)

## Doppiatori italiani
Nelle versioni in italiano delle opere in cui ha recitato, Sam Palladio è stato doppiato da:
- Emiliano Coltorti in Nashville, Humans, Nei panni di una principessa, Nei panni di una principessa - Ci risiamo!, Nei panni di una principessa - Inseguendo la stella, Rebel
- Giorgio Borghetti in Runner Runner

## Discografia

### Singoli
- 2012 - If I Didn't Know Better (con Clare Bowen)
- 2012 - Fade Into You (con Clare Bowen)
- 2012 - I Will Fall (con Clare Bowen)
- 2012 - When the Right One Comes Along
- 2013 - Change Your Mind (con Clare Bowen)
- 2013 - Casino (con Clare Bowen)
- 2014 - Lately (con Clare Bowen)
- 2014 - It Ain't Yours to Throw Away
- 2015 - I Will Never Let You Know (con Clare Bowen)
- 2015 - Wake Up When It's Over (con Clare Bowen)
- 2017 - Stay My Love (con Una Healy)